# Huîtrier de Bachman
Haematopus bachmani
Espèce
L'Huîtrier de Bachman (Haematopus bachmani) est une espèce d'oiseaux limicoles de la famille des Haematopodidae.

## Répartition

Carte de répartition
Présent à l'année
Aire d'hivernage

On le trouve sur la côte ouest du Canada, États-Unis et Mexique depuis les îles Aléoutiennes jusqu'à la péninsule de Basse-Californie.

## Étymologie
Le nom de l'espèce commémore le naturaliste américain John Bachman (1790-1874).

## Galerie

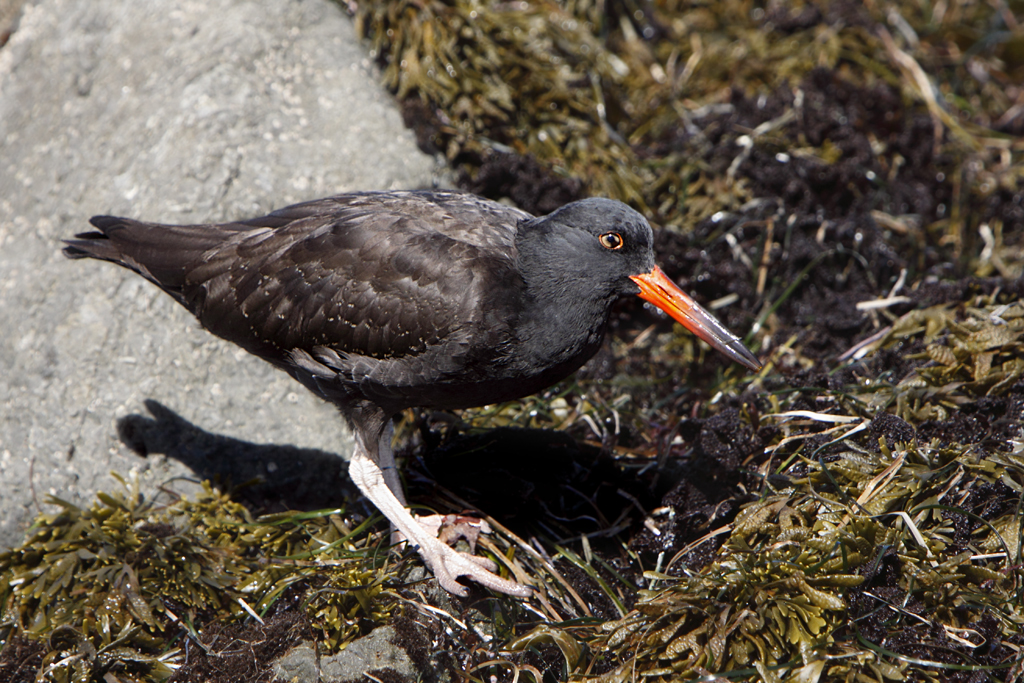
Juvénile: le bec n'est pas entièrement rouge et l'œil deviendra plus jaune clair